# Успенский собор (Харьков)
Собо́р Успе́ния Пресвято́й Богоро́дицы, также Свя́то-Успе́нский собо́р, Успе́нский собо́р (укр. Собор Успіння Пресвятої Богородиці, Свято-Успенський собор, Успенський собор) — один из старейших православных храмов Харькова. Пятый из двенадцати официальных символов города. Построен как деревянная церковь в 1657 году (по другим сведениям — в 1646 году), освящён в честь православного двунадесятого праздника Успения Пресвятой Богородицы. Перестроен в каменный храм в 1685—1687 годах; сгорел при пожаре в 1733 году. Заново заложен 14 мая 1771 года, освящён 27 сентября 1780 года. В 1924 году был закрыт, в 1929 году частично разобран. С 1924 по 1941 год служил зданием городской радиостанции, в послевоенные годы — помещением для цехов швейно-красильного предприятия. В 1950—1980-х годах подвергся комплексной реставрации. С 1986 года — Дом органной и камерной музыки Харьковской областной филармонии. С 1990 года — действующий храм Украинской православной церкви (Московского патриархата).
Расположен в центре города на Университетской горке на берегу реки Лопань. Квартал, занимаемый собором, ограничивается Университетской улицей, улицей Квитки-Основьяненко и Соборным переулком.
Соборная колокольня (89,5 м) — десятое по высоте каменное здание Харькова и вторая по высоте колокольня Украины.

## История

### XVII век

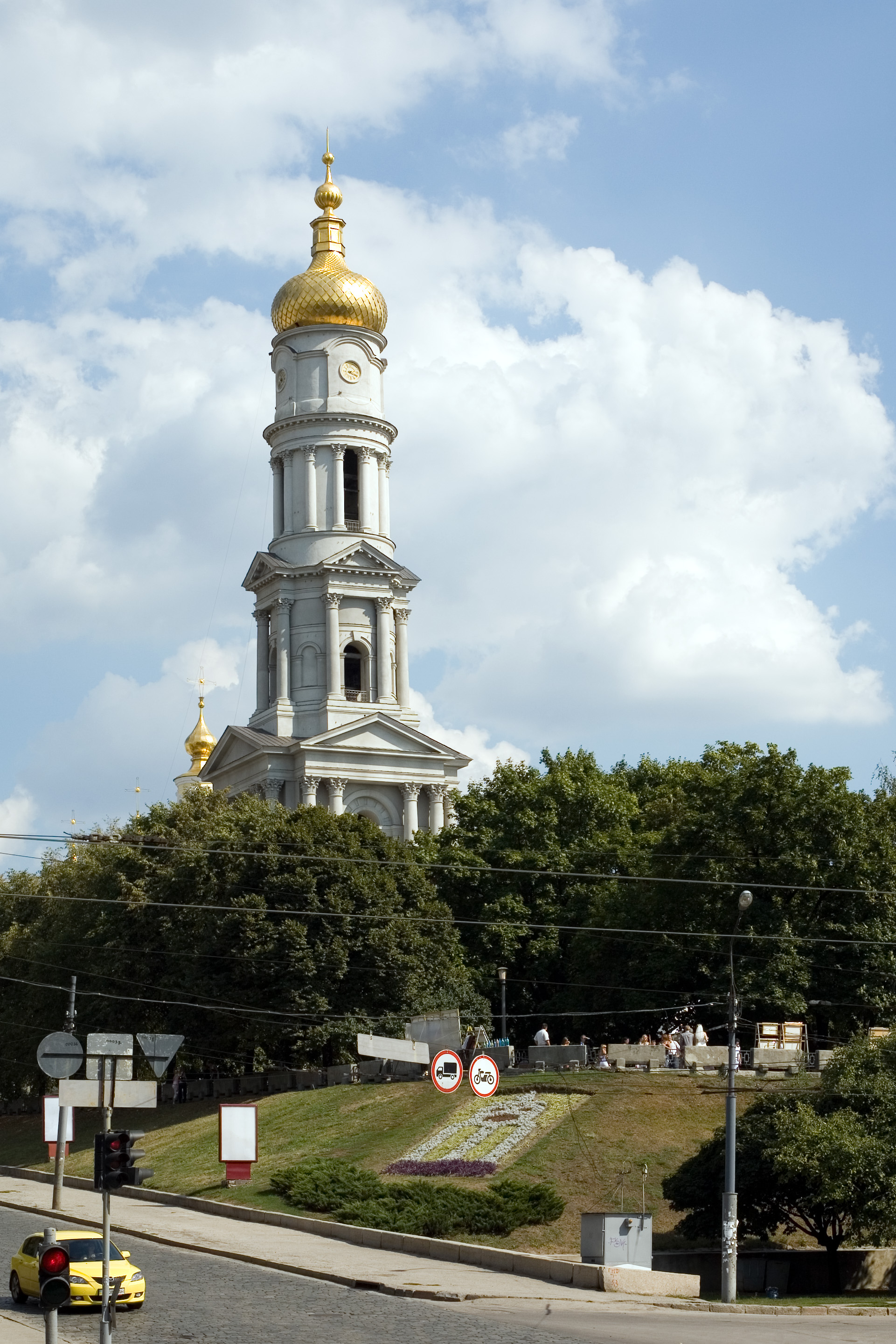
Вид на колокольню от перекрёстка Клочковской улицы и Соборного спуска

В 1656 году, с самого начала перестройки стен Харьковской крепости, большая часть её территории была отведена под плотную застройку дворами горожан. В северной части квартала (где в настоящее время расположены кинотеатр «Юность» и ресторан «Старе місто») было выделено место под постройку главного городского храма — будущей Успенской церкви, остальная же часть территории была отведена под городскую площадь для проведения собраний «громады», ярмарок и народных гуляний.
Первое упоминание Успенского собора в письменных источниках встречается в донесении 1658 года воеводы Офросимова, направленном им в Москву:

А въ Харьковскомъ, государь, твое царское богомолье построена соборная церковь Успенье Пресвятыя Богородицы краснаго и новаго лѣса, а лѣсъ, государь, на ту соборную церковь возили ратные люди въ прошломъ во 1657 году при Воинѣ Селифонтову.

Согласно ему, деревянный храм был построен в 1657 году, а лес для церкви возили казаки при Силифонтове, первом харьковском воеводе. Построенный храм был однопрестольным, площадью около 16 квадратных саженей (около 70 м²). Поначалу в храме не было даже деревянных икон, а вместо них использовались бумажные. Также отсутствовали многие богослужебные книги, требовавшиеся для полного богослужения.
Соборная церковь Успенье Пресвятой Богородицы имела размеры «меж углы 4 сажень» (около 8,5 м), была «холодной», не имела богатого убранства и богослужебных книг. Вместо традиционных икон использовались бумажные иконы литовского изготовления.
Ещё во время стройки, в 1657 году два харьковских священника Еремей и Василий, а также диакон Иосиф, посетили Москву с целью получить деньги и церковные предметы для начатого строительства Успенского храма и подали челобитную царю Алексею Михайловичу с этим прошением. Также и в последующие годы направлялись прошения царю о помощи храму. Царём несколько раз давались указания об оказании помощи просителям и передаче Успенскому собору ряда богослужебных книг и икон. Текст одного из указов:

Лѣта 7166 августа въ день по государеву цареву и великаго князя Алексѣя Михаиловича… указу окольничему Ѳеодору Михаиловичу Ртищеву да Григорью Михаиловичу Аничкову да дьякамъ Давиду Дерябину да Игнатью Матвѣеву да Андрѣю Селину. Великій государь царь… указалъ послать изъ приказу Большаго дворца въ новый городъ въ Харьковъ въ соборную церковь Успенія Пречистые Богородицы книги евангеліе напрестольное, апостолъ, псалтырь со возслѣдованіемъ, минею общую, шестодневъ тое жъ соборные церкви съ попомъ Иваном Аѳанасьевымъ. И по государеву цареву… указу окольничему Ѳеодору Михаиловичу Ртищеву да Григорью Михаиловичу Аничкову да дьякамъ Давиду, Игнатью и Андрѣю учинить о томъ по сему великаго государя указу.

При проведении земляных работ в последующие столетия обнаруживались человеческие останки, что дало основание предположить о наличии церковного кладбища при храме. Вокруг церковного двора была сооружена деревянная ограда, в пределах которой и располагалось кладбище. По-видимому, уже в 1780-х годах это кладбище было упразднено, а в дальнейшем его территория подверглась застройке: северную часть занял гостиный двор, а южную часть — здания Харьковского университета.
К 1680-м годам Харьков продолжал разрастаться. В излучине реки Харьков застраивался Подол, к востоку и югу от крепости возникли заречные слободы. Началось строительство новых деревянных церквей: Благовещенской, Троицкой, Николаевской и других. Многие из начатых постройкой храмов по размерам и архитектурным формам превосходили первый городской собор — Успенскую соборную церковь. К этому времени храм уже пришёл в ветхость, и в 1685—1687 годах внутри крепости, в 25—30 саженях (50—60 м) к северу от старого деревянного, под руководством полковника Авдия Григорьевича был построен новый каменный собор — крестообразная церковь с пятью куполами. Освящение храма провёл белгородский митрополит Аврамий в 1688 году. На месте расположения престола старого деревянного храма вплоть до начала XVIII века стояла деревянная часовня. Также была построена отдельно стоящая каменная колокольня, но дата её строительства не известна. На её нижнем этаже были устроены две кладовые и погреб, сдававшиеся внаём.
В 1685 году на месте нынешнего Успенского собора, стараниями харьковского наказного полковника Авдия Григорьевича, внёсшего основную сумму, и прихожан, а также за счёт казны, началось строительство первого в Харькове каменного соборного храма.
В 1687 году собор был в основном завершён постройкой. Как и большинство соборных церквей на Украине, он имел крестообразную форму плана и увенчивался пятью главами — центральной и боковыми, расположенными по сторонам света. Крыша и главы собора были крыты дубовым гонтом. Представление о храме такого типа даёт собор в Изюме, возведённый в 1685 году, вероятно, той же строительной артелью. Особенностью харьковского Успенского собора была отдельно стоящая каменная шатровая колокольня. Помимо своего прямого назначения, колокольня использовалась ещё и в хозяйственных целях — в нижнем ярусе были устроены две «коморы» и погреб, которые отдавались внаём торговцам для хранения товаров.
Успенский собор явился первым каменным зданием в Харькове. Вторым каменным зданием стала Покровская церковь с колокольней, возведённая в 1689 году.

### XVIII век
3 марта (по другим данным, 3 мая или 8 июля) 1733 года на территории крепости вспыхнул самый сильный за всю историю Харькова пожар, уничтоживший в городе 300 дворов со всеми постройками и все торговые лавки. В огне погибла Николаевская церковь, стоявшая на пересечении нынешних улиц Короленко и Пушкинской. У Успенского собора сгорела дубовая гонтовая крыша, купола в храме и на колокольне, всё внутри выгорело, остались стоять только каменные стены. Но уже в 1734 году благодаря усилиям протоиерея Григория Александрова храм был восстановлен, купола выстроены и установлены позолоченные кресты, а крыша покрыта белой «англицкою» жестью.
В соответствии с рассматриваемыми вариантами проектов перепланировки Харькова, ставшего в 1765 году главным городом (центром) Слободско-Украинской губернии, старый, обветшавший Успенский собор, построенный в духе церковной архитектуры Слободской Украины, перестал соответствовать возложенным на него функциям и не отвечал архитектурным вкусам екатерининской России. Кроме того, в 1770 году в стенах собора обнаружены опасные трещины. Стало ясно, что даже капитальный ремонт тут не поможет, поэтому в 1771 году было принято решение о строительстве нового собора. Для разборки старого храма усилиями соборного протопопа М. Шванского и церковного старосты Ф. Грекова было собрано 937 руб.
По благословению Самуила Миславского 14 мая 1771 года был заложен новый каменный храм по плану московского, крупнейшего в Замоскворечье, храма Священномученика Климента, Папы Римского, построенного в 1762—1770 годах на Пятницкой улице — квадратной формы с пятью куполами и пятью престолами. Его архитекторами, предположительно, являлись А. Евлашев и Д. Ухтомский. Архитектурной особенностью этого московского храма было отсутствие полукруглых абсид на восточном фасаде. Более ранним аналогом московского храма являлась церковь Преображенского лейб-гвардии полка в Санкт-Петербурге, построенная по проекту М. Земцова и П. Трезини в 1743—1754 годах. В соответствии с расценками того времени на различные строительные работы было уплачено: за разборку иконостаса и перенесения его в колокольню — 20 коп.; за разборку глав, крыши, пола, окон и дверей плотниками — 57 руб. 60 коп.; за разборку стен и складирование кирпича тульскому помещику А. Добрынину по контракту — 300 руб.; Ю. Выродову за поставку с белгородского завода извести (около 210 л) — по 35 коп. за четверть; Ф. Грекову за изготовление кирпича, по цене 3 руб. 50 коп. за тысячу. Чернорабочие, занятые на подсобных работах, получали по 10 коп. в день. Лес на сруб был куплен у К. Гарбара, уступившего свою делянку на Лысой Горе за 40 рублей. Железные материалы поставляли купцы А. Лашин и А. Тамбовцев из Белгорода, С. Черникин из Ельца и Я. Мизерный из Харькова. Копка котлована под фундамент нового собора с вывозкой земли была оценена в 17 руб. 55 коп. В основание фундамента в четырёх углах здания были заложены огромные гранитные камни, специально доставленные в Харьков на 24 быках из Бахмута (ныне Артёмовск). Оставшийся от разборки старого храма кирпич в количестве 276 700 штук был положен в фундамент. Для кладки стен был нанят мастер-каменщик Ф. Медведев из Гончарской слободы Тулы с оплатой по 1 руб. 30 коп. за каждую тысячу кирпичей. Кузнечные и слесарные работы производил Баринов из Тулы «за 25 рублей в год, да за проезд его из Тулы до Харькова 3 р. 50 коп. на церковных харчах». Плотницкие и столярные работы подрядился выполнять И. Галенко «со товарищи» из Харькова.
Строительство нового Успенского собора велось на добровольные пожертвования верующих — не только Харькова, но и многих других городов Белгородской епархии, к которым относился Харьков.
Также активно собирали пожертвования трое просителей — «прохатыри» Гаврило Лепка, Кондрат Сагоденко и Давид Шаповал, собиравшие средства по Белгородской епархии. Особенно много труда вложил Давид Шаповал, с 1770 по 1780 года собравший подаяния на сумму 18 тыс. рублей — значительную сумму по тем временам. Оставив большое хозяйство и семью, он в течение десяти лет ходил по городам и сёлам, «собирая доброхотные подаяния».
Стройкой руководили протоиерей Михаил Шванский и церковный староста поручик Фёдор Анастасьевич Греков. В 1777 году Успенский собор был построен «вчерне» — были возведены стены, крыши, купола и главы. В соборе намечалось установить пять престолов в честь Святых.
Весной 1778 года в северном приделе был наскоро установлен иконостас; 25 апреля был освящён престол во имя чудотворной Казанской иконы Божией Матери. В 1779 году, с окончанием штукатурных работ, был освящён южный придел — также во имя Казанской иконы Божией Матери.
В 1780 году все строительные работы в Успенском соборе ещё не были завершены. В связи с состоявшимся в том же году преобразованием Слободско-Украинской губернии в Харьковское наместничество и намечавшимися по этому поводу торжествами в честь Екатерины II северный придел Успенского собора был переименован во имя святой великомученицы Екатерины. 27 сентября 1780 года в присутствии генерал-фельдмаршала графа Петра Александровича Румянцева-Задунайского, прибывшего в Харьков для открытия Харьковского наместничества, преосвященным Аггеем был освящён главный — Успенский престол собора.
8 июня 1783 года были полностью окончены наружная и внутренняя отделка храма, в том числе престола святых первоверховных апостолов Петра и Павла, во имя которых был освящён южный придел на хорах. В том же году был установлен главный иконостас собора. Таким образом, строительство Успенского собора продолжалось около 12 лет (1771—1783).

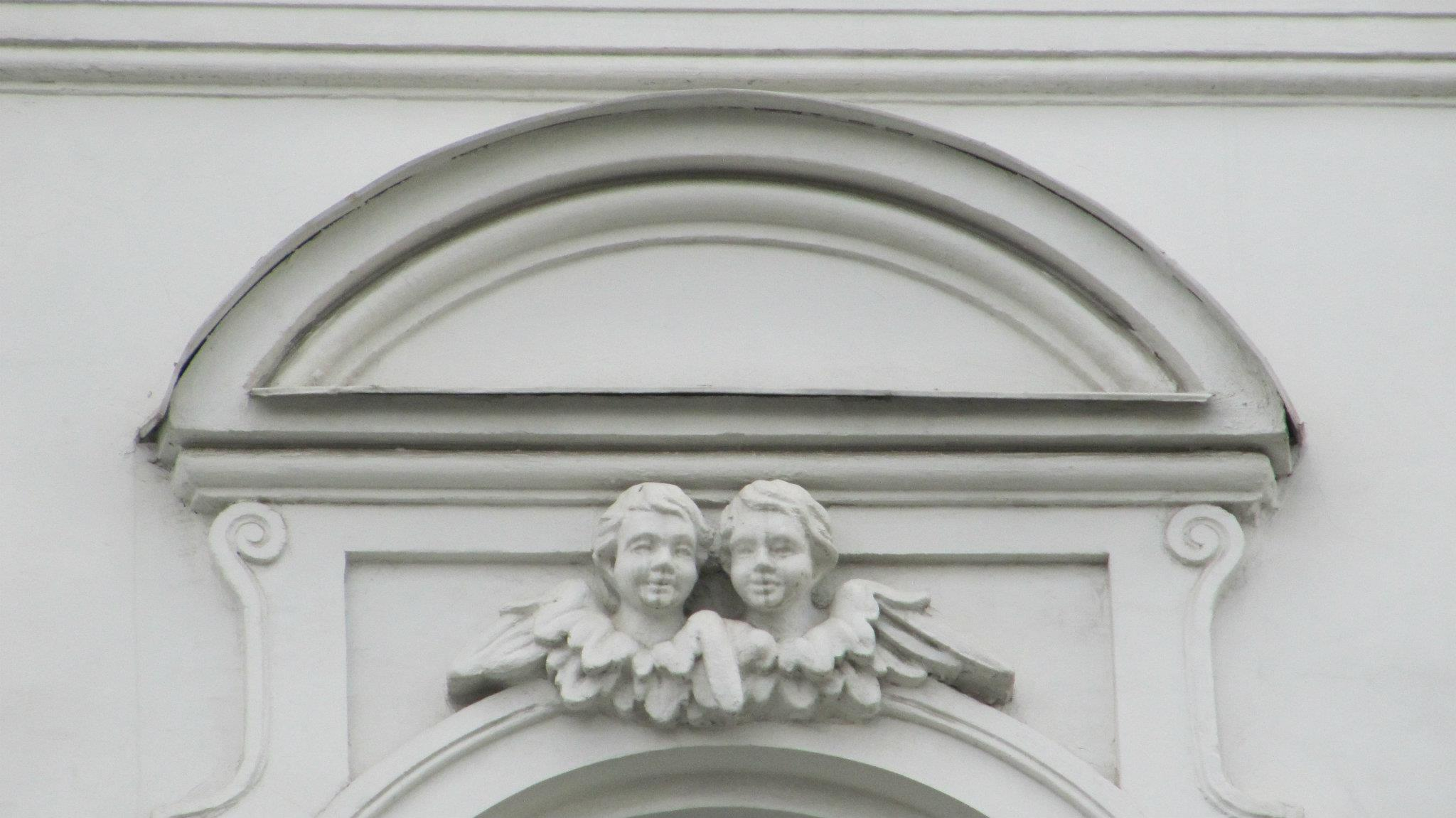
Успенский собор. Барельеф с ангелами

Новый Успенский собор превзошёл по площади прежний. В плане он имеет форму, близкую к квадрату со сторонами 27,5 × 25 м. По своему типу здание относится к крестово-купольным церквам. Центральный главный неф — осевая, самая широкая часть храма, отделённая массивными пилонами от северной и южной боковых галерей, — ориентирована по православному церковному канону с запада на восток. Главный неф пересекает трансепт — среднюю галерею, вытянутую с севера на юг. Над их перекрестием возвышается большой световой барабан с восемью окнами, перекрытый полусферическим куполом с главой. Над угловыми частями здания установлены четыре малых глухих барабана с главами, не сообщающиеся с внутренним пространством храма. Главный световой барабан, круглый в плане, расположен точно в центре собора и опирается на четыре мощных пилона со скошенными внутренними углами. По сложившейся в церковной архитектуре традиции основание светового барабана опирается на квадрат, образованный пилонами, с помощью подпружных арок, соединяющих между собой основные опоры — пилоны. Оставшиеся открытыми углы заполнены треугольными изогнутыми сводами, напоминающими наполненные ветром паруса. Реализованная конструкция отличается высокой надёжностью, обеспечивает равномерное распределение нагрузки от главки и купола через барабан, паруса и подпружные арки на пилоны и фундаменты.
Строительство Успенского собора в Харькове пришлось на период, когда вычурный архитектурный стиль барокко уже не отвечал новым вкусам, новым идеям гражданственности и просветительства, которые с приходом к власти Екатерины постепенно преломлялись в следующем на смену барокко новом стиле — классицизме, когда стиль барокко ещё не изжил себя, особенно в провинции, а приёмы классицизма ещё не получили широкого распространения. Это и проявилось в характере внешнего архитектурного убранства собора, в духе переходного периода: в отсутствии пышного декора, в более сдержанном и строгом оформлении фасадов.
Геометрически точная композиция собора построена на противопоставлении статичного двусветного основного объёма, крытого гонтом, и ярусных, устремлённых ввысь куполов с золочёнными «книжным золотом» главками и крестами. Все фасады здания решены однотипно, в соответствии с условиям обозрения храма, расположенного в центре площади. Главную вертикальную ось каждого фасада подчёркивает его центральная часть, выделенная выступом-ризалитом на три окна. Весь же фасад построен «на пять осей» — пять проёмов. Стены прорезаны двумя ярусами оконных проёмов, разделённых по вертикали широким поясом, обрамлённым карнизными тягами. Всего в соборе было выполнено 79 окон, остеклённых «шклярными аркушевыми вставками». Простенки и углы нижнего яруса украшены дощатым рустом — горизонтальными западающими рядами кладки, верхнего яруса — одиночными и сдвоенными пилястрами. В архитектурных деталях использованы треугольные и лучковые сандрики над окнами, так называемые «ушастые» наличники, филёнки, розетки, спаренные головки херувимов, локарны с волютами на кровле центрального купола.
Нижние своды храма поначалу покрыли гонтом, впоследствии заменив его на металл. Купола были покрыты железом, окрашенным масляной краской, а главы покрыты позолоченным металлом.
Во внутреннем интерьере собора по-прежнему доминировал стиль барокко, являя собой полную противоположность внешнему архитектурному стилю. Наиболее ярко это проявилось в оформлении главного иконостаса, замыкающего центральный неф. По мнению протоиерея Т. Буткевича, служившего ключарём в Успенском соборе в 1880-х годах, соборный иконостас был выполнен по рисункам Бартоломео Франческо Растрелли, что «…делает большую честь эстетическому вкусу соборных храмоиздателей… и в настоящее время является предметом восхищения всех лиц, умеющих ценить истинное искусство».
Главный иконостас собора, представлявший собой произведение искусства мирового класса и уничтоженный в годы гражданской войны, был изготовлен подрядчиком Смирновым. Материалом для иконостаса послужили две липовые хаты в селе Дергачи, пожертвованные их владелицей Краснокутской. Соборный иконостас выполнялся примерно в течение пяти лет. Дерево оказалось прекрасного качества и совершенно сухое, поэтому в иконостасе не возникло ни одной трещины, ни малейшего искривления. Иконостас был трёхъярусный, с колоннами ионического стиля и изящным обрамлением икон, в плане выгнутый в сторону апсиды, имел ступенчатую, пространственно развитую композицию, завершался иконой в медальоне, обрамлённом живописными декоративными элементами флорального стиля. поверх пилястр на втором и третьем уровнях на углах выступающих частей ярусов были установлены украшения в виде четырёх древнегреческих урн. В нижнем ярусе симметрично располагались три дверных проёма, среди которых выделялись центральные Царские врата, выполненные в виде резной решётки с пятью овальными иконами-медальонами. По стилю и приёмам оформления иконостас Успенского собора близок к иконостасу ахтырского Покровского собора, в старину также считавшегося работой Растрелли.
Храмовый двор поначалу огородили деревянной изгородью, построенной в 1779 году. Впоследствии, в 1791 году на её месте построили каменную ограду, расположив в её восточной части (со стороны нынешней улицы Квитки-Основьяненко) восемь каменных лавок, дававших собору большой ежегодный доход.

### XIX век
12 ноября 1818 года и 13 февраля 1819 года состоялись собрания прихожан и граждан Харькова, на которых по предложению протоиерея Андрея Прокоповича обсуждалось предложение воздвигнуть новую очень высокую колокольню в честь Александра I и победы российской армии над войсками Наполеона I в Отечественной войне 1812 года. Колокольню было решено назвать Александровской, а её проектирование поручено профессору архитектуры Харьковского императорского университета Евгению Васильеву.
Согласно городской легенде, при рассмотрении первоначального проекта городской голова Ломакин сильно возмутился тем фактом, что проектируемая колокольня будет выше московской колокольни Ивана Великого, имеющей высоту 81 м. Архитектор, не желавший уменьшать высоту здания, пошёл на хитрость и пообещал к следующему собранию переделать проект. На следующее рассмотрение Васильев представил тот же самый проект, только с указанием высот каждого этажа, без общей высоты. На словах же он уверил присутствующих, что колокольня не превысит колокольню Ивана Великого. Таким образом 8 мая 1820 года был утверждён план и фасад колокольни. В действительности Дворянское собрание не могло утвердить или не утвердить проект, оно просто не имело на это прав. Все утверждения проводились исключительно в Санкт-Петербурге. А подписи, в том числе и тогдашнего городского головы Ломакина, которые действительно есть на проекте архитектора, говорят только о том, что Васильев ознакомил с проектом членов комиссии по устройству колокольни.
На стройку было собрано много пожертвований, старая колокольня была разобрана и уже 2 августа 1821 года преосвященным Павлом была заложена новая, но работы по строительству велись не спеша и с перерывами. Работы по возведению колокольни продолжались в период с 1821 по 1826 годы, после чего были приостановлены для осадки фундамента и отдыха всего строения. Согласно проекту в ней планировали расположить тёплый храм и 5 ноября 1833 года был освящён главный престол в честь Богоявления Господня, а 12 ноября того же года преосвященным Иннокентием Александровым был освящён придел в честь Святой Великомученицы Параскевы. В 1837 году работы были продолжены, но уже под руководством архитектора А. Тона и проект, с внесёнными незначительными изменениями, был в основном завершён в начале 1840-х годов.
1 октября 1841 года архиепископом Смарагдом при большом скоплении народа был совершён крестный ход от Покровского собора к Успенскому, проведены молебен и окропление креста, после чего он был воздвигнут московским мастером Лукиным над куполом колокольни. Позолоченный крест имел в высоту 7 аршин (около 5 м), а весил по одним данным 25 пудов (более 400 кг), по другим — около 30 пудов (около 490 кг). Крест был сделан из дубового дерева, обитого железными полосами, поверх которых обложен позолоченными медными листами. Такой же позолоченной медью был выложен шар, на котором устанавливался крест и небольшая глава, расположенная между основным куполом и шаром. Все эти работы обошлись в 20 тыс. рублей ассигнациями.
Полностью строительные работы были завершены только в 1844 году. Строители старались сделать здание как можно более прочным, в результате фундамент выстроенной колокольни заглублен в твёрдый грунт на 14 аршин (около 10 м), а толщина фундаментных стен составила 9 аршин (более 6 м). Высота от цоколя до окончания каменной постройки составила 32 сажени (более 68 м), а до верхней точки креста над куполом составляет 42 сажени (около 89,5 м). При её строительстве было использовано 3,5 млн кирпичей и 4 тыс. пудов (около 65,5 т) связного железа. Общие затраты на строительство составили 110 тыс. рублей серебром или более 400 тыс. рублей ассигнациями. На колокольне были установлены 12 колоколов, причём поначалу использовались небольшие. Самый маленький из них весил всего 8 кг, самый большой — 201 пуд 32 фунта (более 3 т).
4 ноября 1846 году по ходатайству преосвященного Иннокентия решением Священного Синода Успенский собор получил статус кафедрального, а Покровский собор, бывший до этого кафедральным, стал просто монастырским храмом. С учётом того, что колокольня собора строилась «въ память избавления отечества отъ нашествія иноплеменныхъ въ 1812 году», Синод счёл допустимым сделать на колокольне надпись: «Богу Спасителю за избавленіе отечества отъ нашествія галловъ и съ ними двадесяти языкъ».
3 мая 1855 года Харьковское городское общество приняло решение за городские средства купить и установить на колокольне башенные часы, а для их починки и заводки содержать за счёт города часового мастера. И летом 1862 года часы установили. Они были французского производства, сделанные парижской фирмой «Борель». В сентябре 1863 года бывший самый большой 200-пудовый колокол был заменён на пожертвованный собору братьями Рыжовыми и отлитый на их заводе в Песочине намного больший колокол весом 1003 пуда (более 16,1 т). Его поднятие и установка на первом ярусе колокольни проводились при большом стечении народа.
Вскоре к колокольне пристроили часовню, освящённую в честь Святого Николая. В ней в 1886 году построили иконостас, разместив перед ним ограждение в виде бронзовой решётки. Высокопреосвященным Амвросием в 1889 году на средства духовенства и пожертвований прихожан Харьковской епархии был отлит серебряный колокол весом 18 пудов (около 300 кг). И этот так называемый «царский колокол» был повешен в недавно построенной часовне. На колоколе среди орнаментов изображена монограмма с инициалами императора, окружённая с трёх сторон гирляндой с рельефными изображениями имён императорских детей.

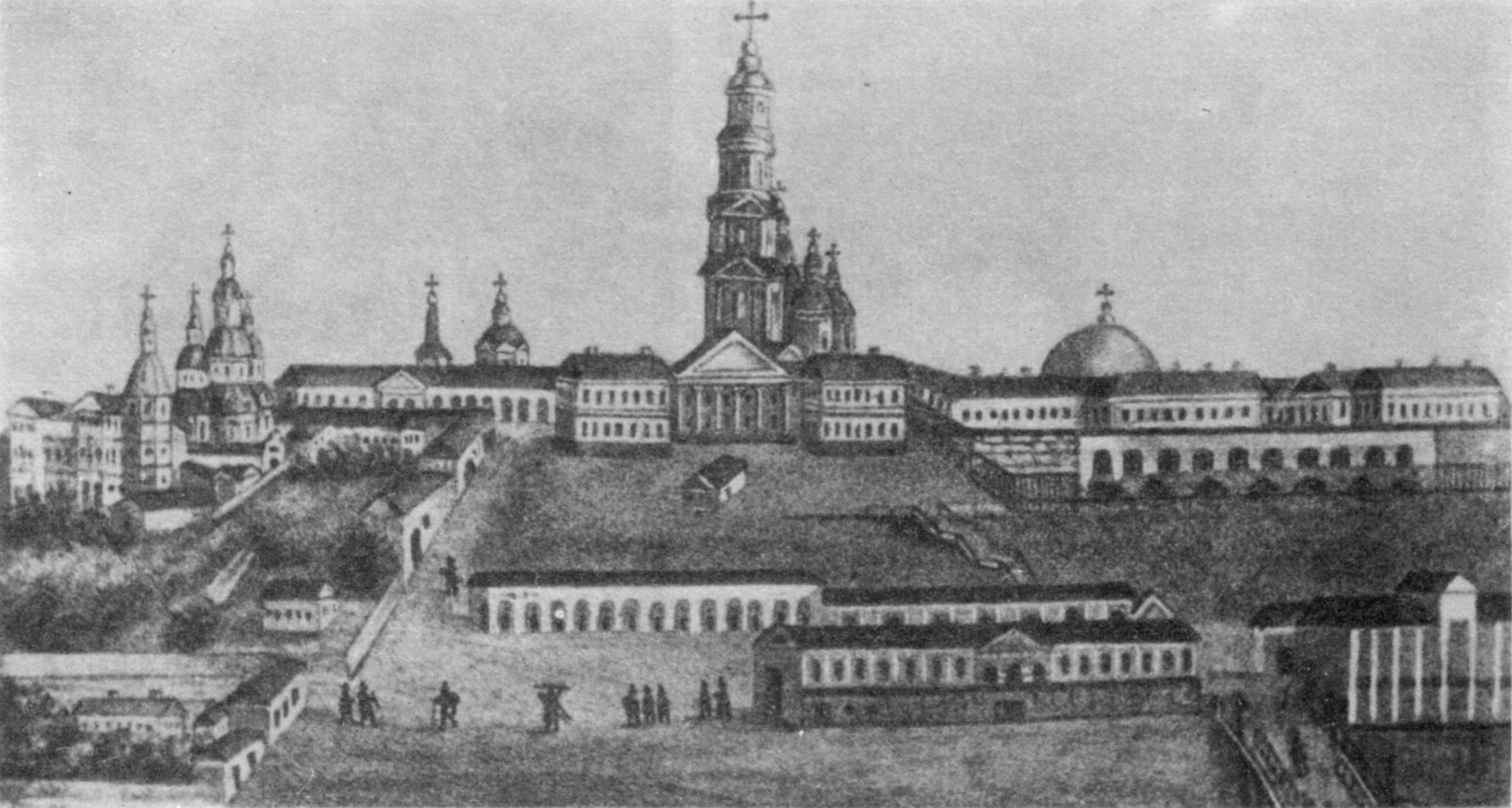
Вид на Университетскую горку из-за Лопани. По центру — Успенский собор. Гравюра, 1840-е годы
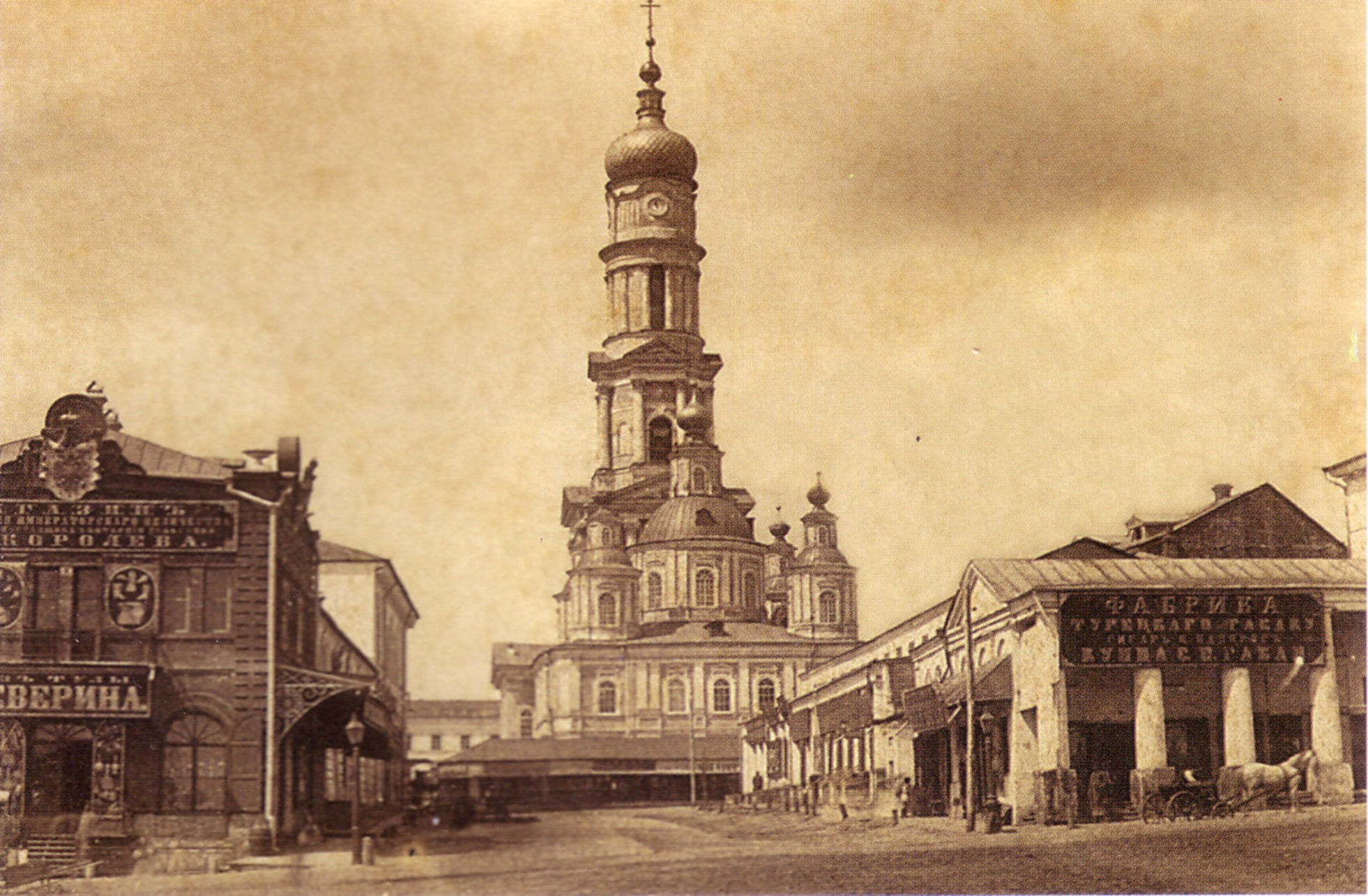
Вид на Успенский собор с Московской улицы через Николаевскую площадь и Шляпный переулок. 1860-е годы
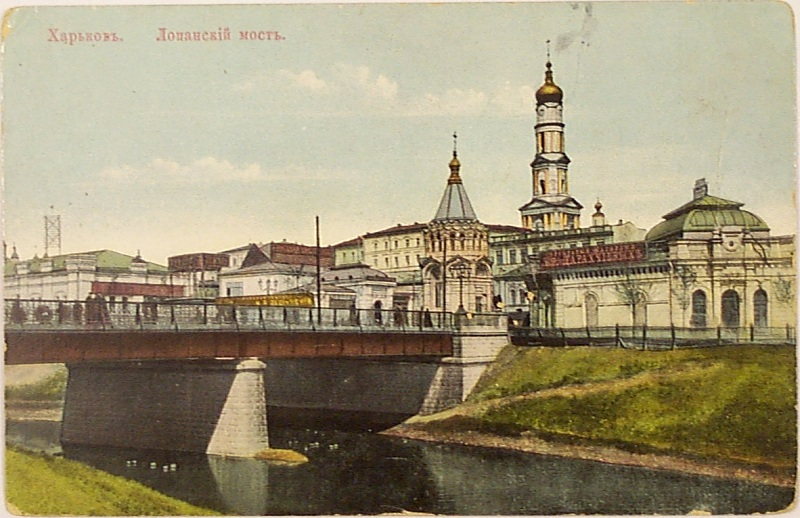
Лопанский мост. На заднем плане — колокольня Успенского собора. Конец XIX — начало XX века

### XX—XXI века
В 1924 году на колокольне, как на самом высоком здании города, была установлена антенна первой радиовещательной станции УССР. День её первого выхода в эфир — 16 ноября 1924 — стал профессиональным праздником работников радио и связи Украины. Студия размещалась поблизости, и для того, чтобы колокольный звон якобы «не мешал трансляциям», собор закрыли в 1930 году согласно постановлению Харьковского городского совета от 17 февраля 1930:
Слушали: о закрытии и разрушении церквей.

Решили: закрыть кафедральный Успенский собор и передать его помещение радиоузлу.
Позднее передатчик установили внутри собора, при этом уничтожив ценные фрески. Радиостанция проработала до 1941 года.
На протяжении второй половины 1920-х годов из собора были вынесены все ценности, в том числе деревянный иконостас XVIII века, собранный по чертежам Бартоломео Франческо Растрелли, разобрали и перевезли на склад Харьковского художественного музея, где он и сгорел во время Великой Отечественной войны. В 1929 году были снесены все пять куполов Успенского собора, сняты колокола с колокольни. Внутри храма построили перекрытие, разбив объём здания на два этажа. Также подверглись разрушению декоративные элементы фасада.
Во время Великой Отечественной войны собору удалось избежать разрушения, хотя вокруг него было уничтожено много зданий: все здания спуска Халтурина, а также бывшее здание Присутственных мест (в советское время — Дом Красной армии), предположительно построенное по проекту Джакомо Антонио Доменико Кваренги. Также от бомбардировок пострадал один из старых корпусов Харьковского университета. В послевоенное время в здании собора функционировали швейный и красильный цеха.
В конце 1950-х годов в соборе провели ремонтные работы по проекту архитектора В. Коржа, сотрудничавшего с искусствоведом Р. Кутеповой. Так, была перекрыта крыша здания собора, оштукатурены и окрашены стены фасада. В 1959 году в ходе частичной реставрации собора был перекрыт и позолочён купол Александровской колокольни. Также произвели замену лестницы на новую металлическую, содержащую 280 ступеней. В колокольне были установлены новые часы с диаметром циферблата 3,7 м и длиной минутной стрелки более 1,5 м.
Колокольня Успенского собора высотой 89,5 м на протяжении более полутора веков была высочайшим каменным зданием в городе (если не считать металлические вышки), и только в 2006 году были построены более высокие строения в Харькове — два 25-этажных жилых дома высотой 91 (110 с антенной) и 95 м.

Верх колокольни, повреждённый ураганом. 1975

На протяжении 1970-х — начала 1980-х годов проводилась комплексная реставрация собора и колокольни с целью восстановления к аутентичному виду храма второй половины XVIII века. Так, в 1973 году начали производиться исследовательские и проектные работы Украинским специальным научно-производственным управлением, продолжавшиеся до 1982 года. Параллельно шли строительные работы: укрепление фундаментов и стен. После этого заново возвели пять куполов, покрыли их медью, позолотили и установили кресты. Проведена реставрация фасада: разобраны поздние пристройки, восстановлены карнизы, наличники окон, утраченные архитектурные элементы. Также проведена реставрация интерьеров. В 1975 году на колокольню, находящуюся на реставрации и окружённую лесами, налетел ураган, в результате чего погнулся шпиль и сдвинулся купол. Реставрационные работы продолжались около 12 лет; общие затраты составили 1,8 млн рублей.
1 декабря 1986 года в помещении храма был открыт Дом органной и камерной музыки, рассчитанный на 472 места. В алтарной части собора был установлен орган производства чехословацкой фирмы Rieger-Kloss, содержащий 3 мануала и 3554 звуковые трубы.
Первое богослужение в отреставрированном соборе состоялось 2 ноября 1990 года, которое провёл митрополит Харьковский и Богодуховский Никодим. Устав Свято-Успенского сбора был утверждён 4 марта 1992 года, после чего на основании договора с Харьковской филармонией в соборе проводили нерегулярные богослужения. За каждое богослужение Харьковская епархия производила оплату.
Во исполнение Указа Президента Украины «О мероприятиях по возвращению религиозным организациям культового имущества» от 4 марта 1992 года и распоряжения Кабинета Министров Украины «О перспективном плане неотложных мер по окончательному преодолению негативных последствий политики бывшего Союза ССР относительно религии и восстановлению нарушенных прав церквей и религиозных организаций», 29 октября 2004 года глава Харьковской областной государственной администрации Евгений Кушнарёв подписал распоряжение № 136 о передаче до 16 ноября 2004 года в ведение Украинской православной церкви (Московского патриархата) зала в колокольне и до 1 января 2006 года — всего комплекса Успенского собора. Распоряжение было оспорено в суде по инициативе депутата областного совета Дениса Шевчука, который обосновал свою позицию тем, что орган Харьковской филармонии находится в коммунальной собственности и имеет значительную стоимость (по оценкам депутата — несколько миллионов долларов), поэтому именно только жители Харькова вправе решить, как поступить с органом. Распоряжение от 29 октября 2004 года было приостановлено решением суда.
21 ноября 2006 года был восстановлен крест на колокольне собора.
В 2009 году глава Харьковской областной государственной администрации Арсен Аваков подписал новое решение о передаче Успенского собора в ведение Харьковской и Богодуховской епархии УПЦ (МП). До 2010 года в Соборе параллельно по согласованному графику проходили концерты органной музыки и церковные службы. В начале 2009 года был подписан контракт на строительство нового органа Alexander Schuke (4 мануала, 72 регистра) в новом строящемся филармоническом комплексе, где разместился новый органный зал Харьковской филармонии. После открытия нового филармонического комплекса планируется полный переход Успенского собора в ведение епархии.
2 марта 2022 года, во время Вторжения России на Украину, собор пострадал от обстрела.

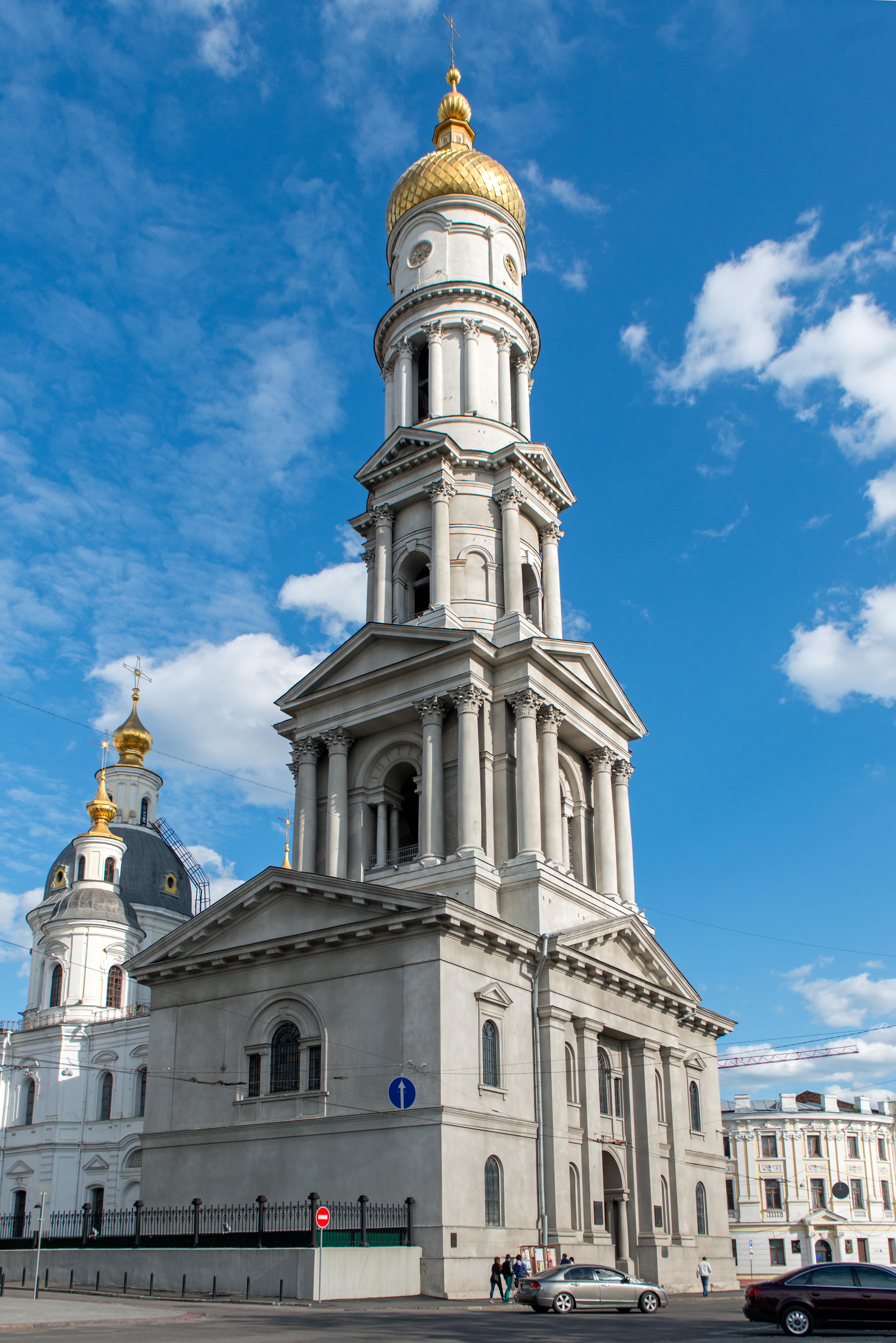
Колокольня. Дневной вид
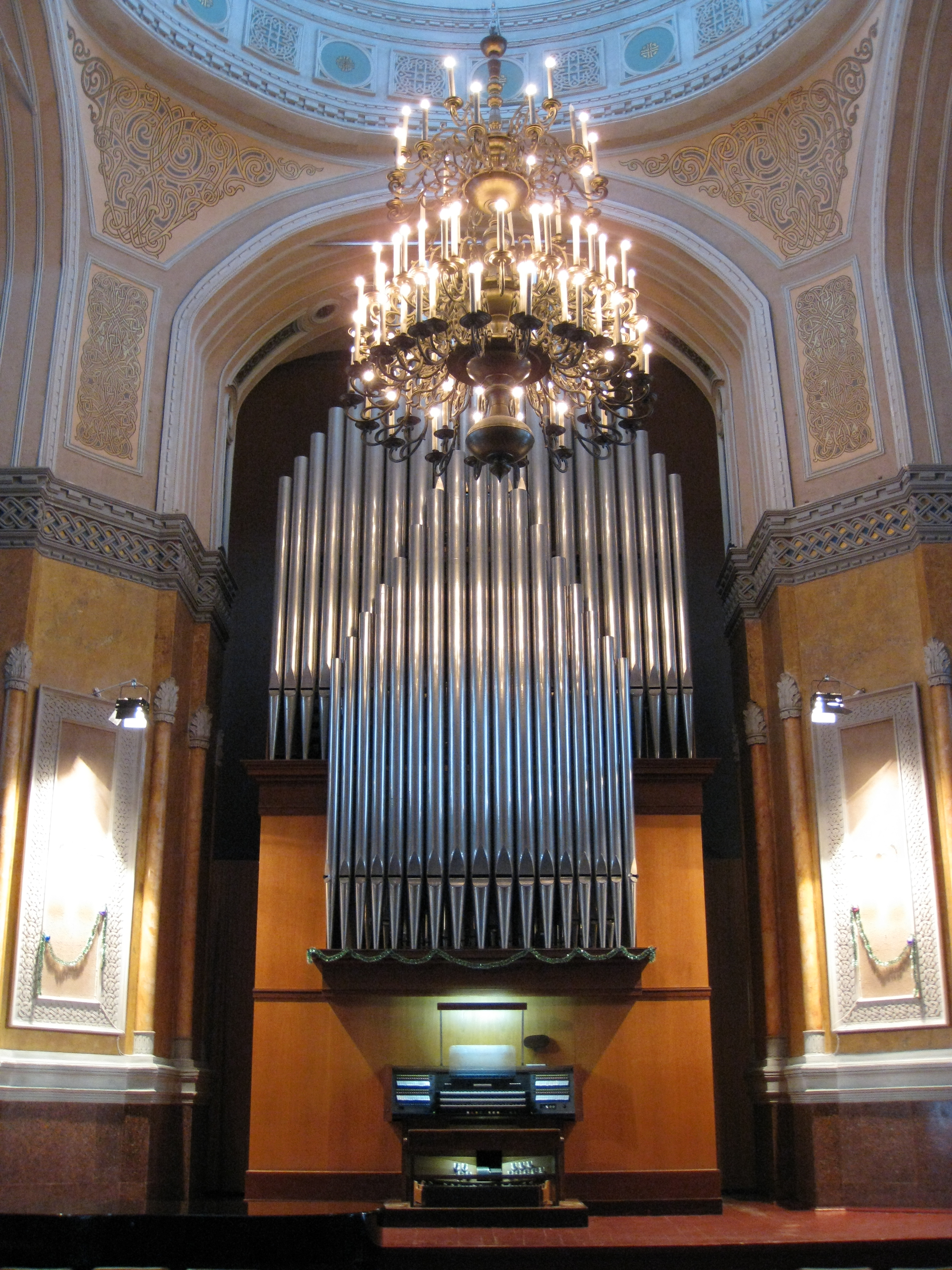
Орган Харьковской областной филармонии
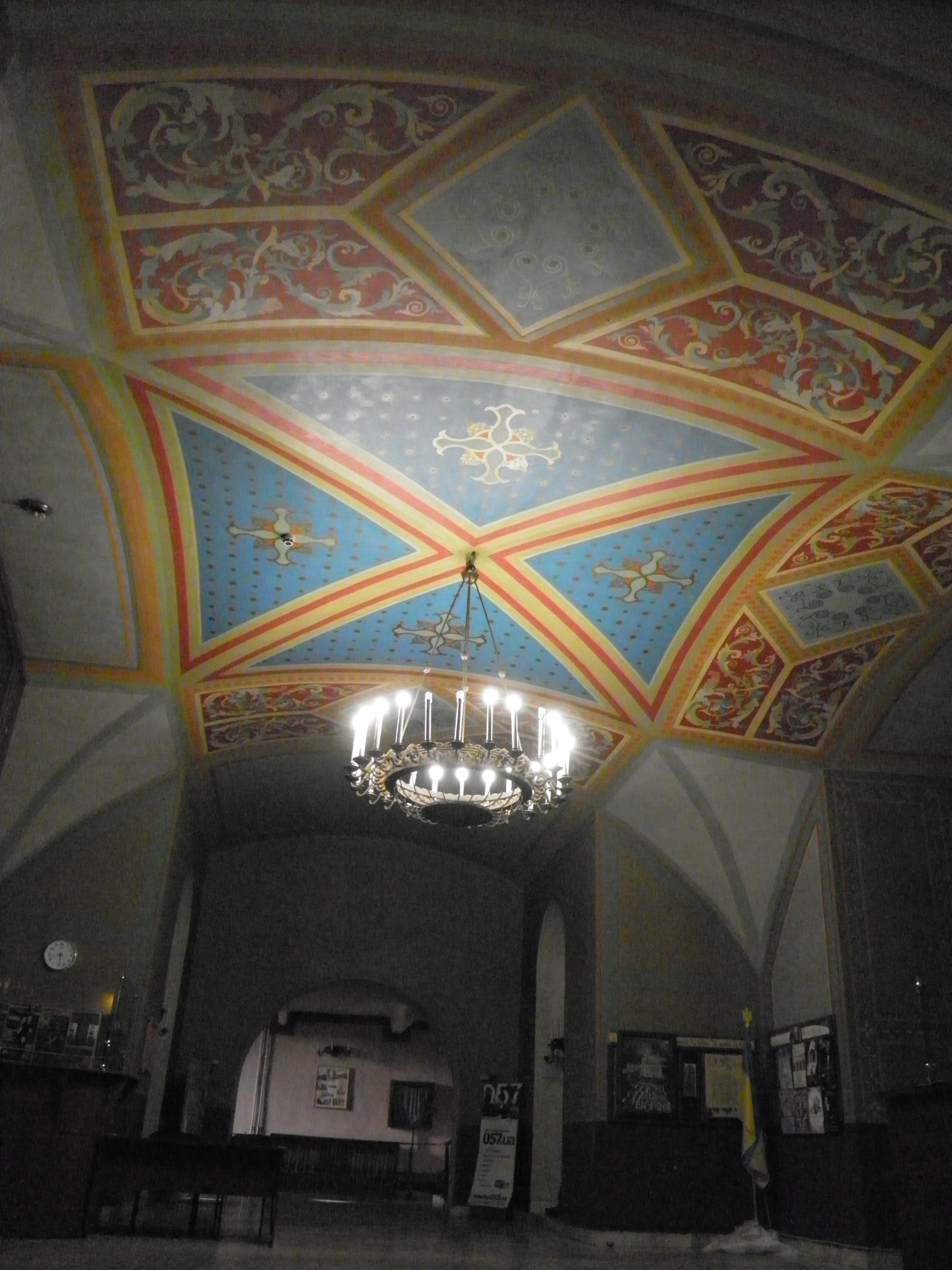
Интерьер
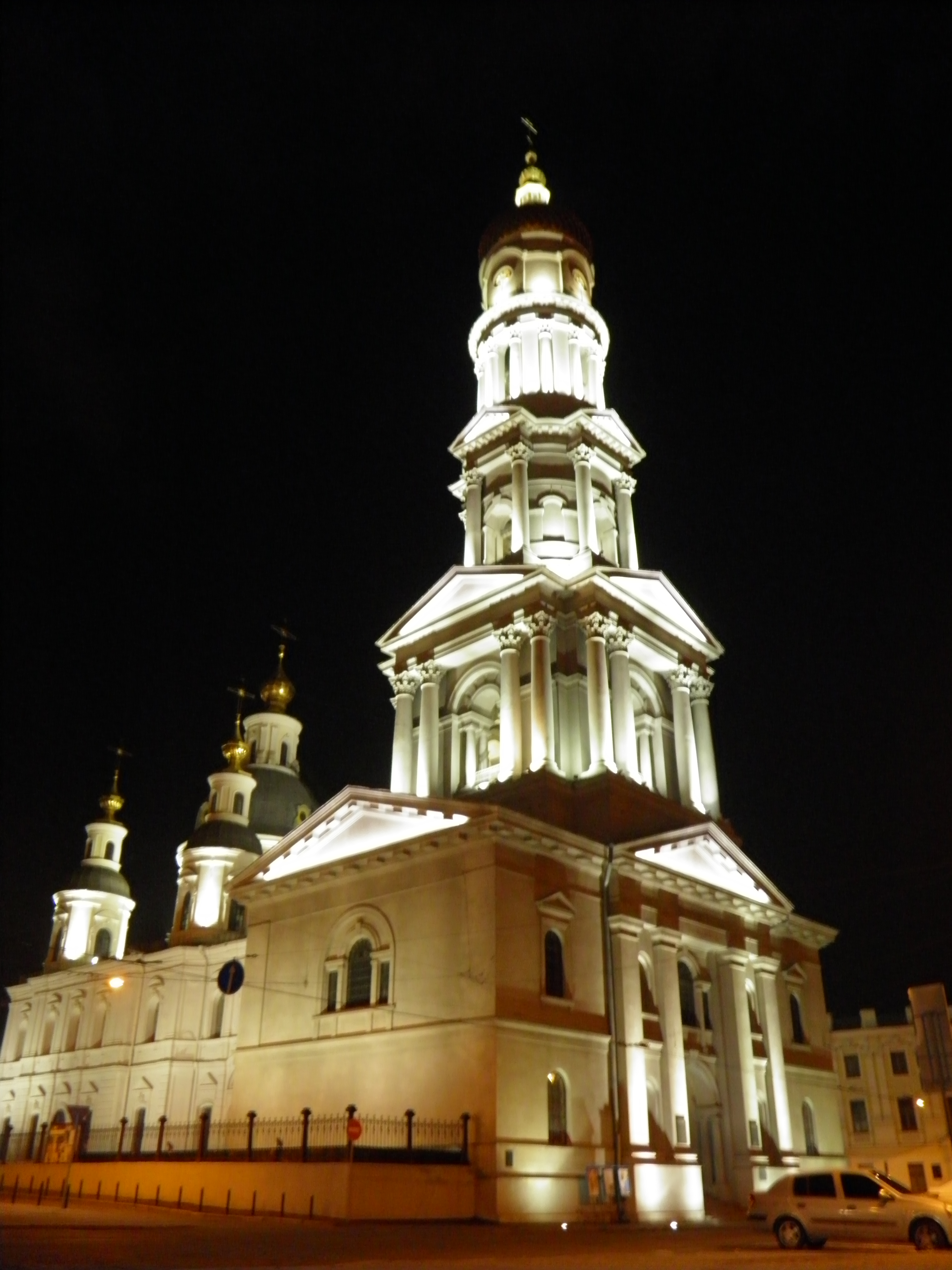
Колокольня. Ночной вид

## Храм

### Архитектура
Собор представляет собой памятник позднего (екатерининского) барокко. По своему архитектурному облику и внутреннему устройству харьковский Успенский собор близок к созданной в начале XVII века церкви Климента Папы Римского в Москве (1769). Однако считать его «копией» собора Святого Климента нельзя в силу значительных отличий в плане, силуэте и декоре (замена колонн на пилястры, уменьшение барабанов малых куполов, различная пластика главок и т. п.)

### Имущество
В дореволюционный период собору принадлежал ряд объектов недвижимости в городе и ближнем пригороде. Из описей соборного имущества 1724 и 1769 годов следует, что горожанами и чиновниками для содержания собора активно жертвовались земельные участки, дома и торговые лавки. Также у собора была во владении мельница, расположенная ниже Дергачей по течению Лопани, и 19 рабочих. В 1730 году собору был отдан во владение сенокос при впадении реки Лозовой в Лопань. Большинство имущества было продано уже к середине XIX века, кроме нескольких лавок и соборного дома в начале Московской улицы.
О соборном доме известно с XVIII века, когда он был ещё одноэтажным деревянным строением. Построенный в квартале от собора, на углу Николаевской площади и Московской улицы, он предназначался для проживания соборного причта. По причине ветхости здание было снесено в 1837 году. Некоторое время на его месте находились торговые лавки, а на протяжении 1845—1849 годов был выстроен новый каменный четырёхэтажный дом с магазинами на первом этаже и квартирами на верхних.

### Приход
Первоначальные границы прихода Успенского собора неизвестны. Наиболее старая из сохранившихся переписей относится к 1724 году и перечисляет улицы, относившиеся к собору, но из-за того, что в середине XVIII века в Харькове ещё не было официально закреплённых названий улиц, их трудно однозначно идентифицировать. Так, например, перечислялись такие улицы как: «улица пана полковника в замку», где находился «двор его милости пана полковника харьковского Григория Семёновича Квитки» и «двор князя Кропоткина»; «улица зовемая сотницкая»; «в пригородку улица Врида», где был «дворец сотника Угольчанского»; «улица Максима Писаря»; «улица смежная с николаевским приходом»; «улица над ярком» и др. Самые ранние сведения о количестве прихожан собора датируются 1728 годом. В течение XVIII—XIX веков происходило уменьшение численности прихожан за счёт передачи части дворов другим церквям. Так, дворы северной части соборного прихода в 1801 году были переданы новообразованному приходу Мироносицкой церкви. В 1810 году мироносицкому приходу были переданы ещё 30 дворов. Также сокращение населения обуславливалось развитием центра Харькова, переездом жителей в другие районы и строительством новых торговых и промышленных зданий на месте частных жилых домов. Определённое влияние оказывали и эпидемии чумы (1738, 1772), брюшного тифа (1787, 1821, 1833, 1848), холеры (1830, 1847, 1848, 1853, 1866, 1871), высокая детская смертность от оспы, скарлатины, кори и дифтерии.
|        | 1728 | 1748 | 1780 | 1791 | 1801 | 1811 | 1820 | 1830 | 1840 | 1850 | 1860 | 1870 | 1880 | 1893 |
| Мужчин | 325  | 751  | 1226 | 1218 | 711  | 781  | 573  | 635  | 580  | 482  | 444  | 319  | 333  | 362  |
| Женщин | 329  | 724  | 1322 | 1189 | 763  | 903  | 761  | 707  | 603  | 522  | 464  | 337  | 331  | 384  |
| Всего  | 654  | 1475 | 2548 | 2407 | 1474 | 1684 | 1334 | 1342 | 1183 | 1004 | 908  | 656  | 664  | 746  |

Национальный состав прихожан изменялся со временем. Согласно официальным документам XVII века прихожане собора были черкасами, казаками, «людьми малороссийской породы». Вот некоторые фамилии этого периода: Пужня, Чернолих, Литовченко, Пропадыус, Шарпыло, Жигаренко, Кучерявный, Мизерный, Довгопляс, Пономаренко, Скрыннык, Келеберда, Шкарупа, Вареник и др. В начале XVIII века в списках соборных прихожан появляются русские фамилии: Яковлев, Баранов, Володин. В течение XVIII века количество русских фамилий значительно увеличивается.
При храме в XVII—XVIII веках действовало братство соборной харьковской церкви Успения Пресвятой Богородицы, занимавшееся просветительской и благотворительной деятельностью. Братство осуществляло свою деятельность за счёт пожертвований «братчиков», являвшихся прихожанами собора. Ими содержались две приходские школы, «странноприимный дом», а также «шпиталь» для нищих и бедных больных, вместимостью более 50 коек. Кроме этого братство финансировало похороны нищих, помогало бедным прихожанам, оказывало содействие в выдаче замуж сирот-девиц…

### Священники
- Прокопович, Андрей Семёнович — стал настоятелем собора с 1796 года[47].
- Любицкий, Стефан Петрович (1837 — 1 октября 1911) — протоиерей, настоятель Харьковского кафедрального Успенского собора. 35 лет состоял священником при церкви Харьковской тюрьмы. За 14 лет до смерти стал настоятелем Харьковского кафедрального собора и членом консистории. Белое духовенство.
- Серафим (Ляде) — будущий митрополит, в 1922—1924 годы — помощник настоятеля Харьковского Успенского кафедрального собора.

## Успенский собор в искусстве
- Успенский собор упоминается в романе Игоря Болгарина и Георгия Северского «Адъютант его превосходительства» (1968)[48], лёгшем в основу одноимённого пятисерийного телефильма (1969).
- В 2004 году к 350-летию Харькова «Укрпочтой» была выпущена почтовая марка с изображением колокольни Успенского собора.
- В 2004 году к 350-летию Харькова Национальным банком Украины была выпущена юбилейная монета номиналом 5 гривен с изображением на аверсе колокольни Успенского собора.

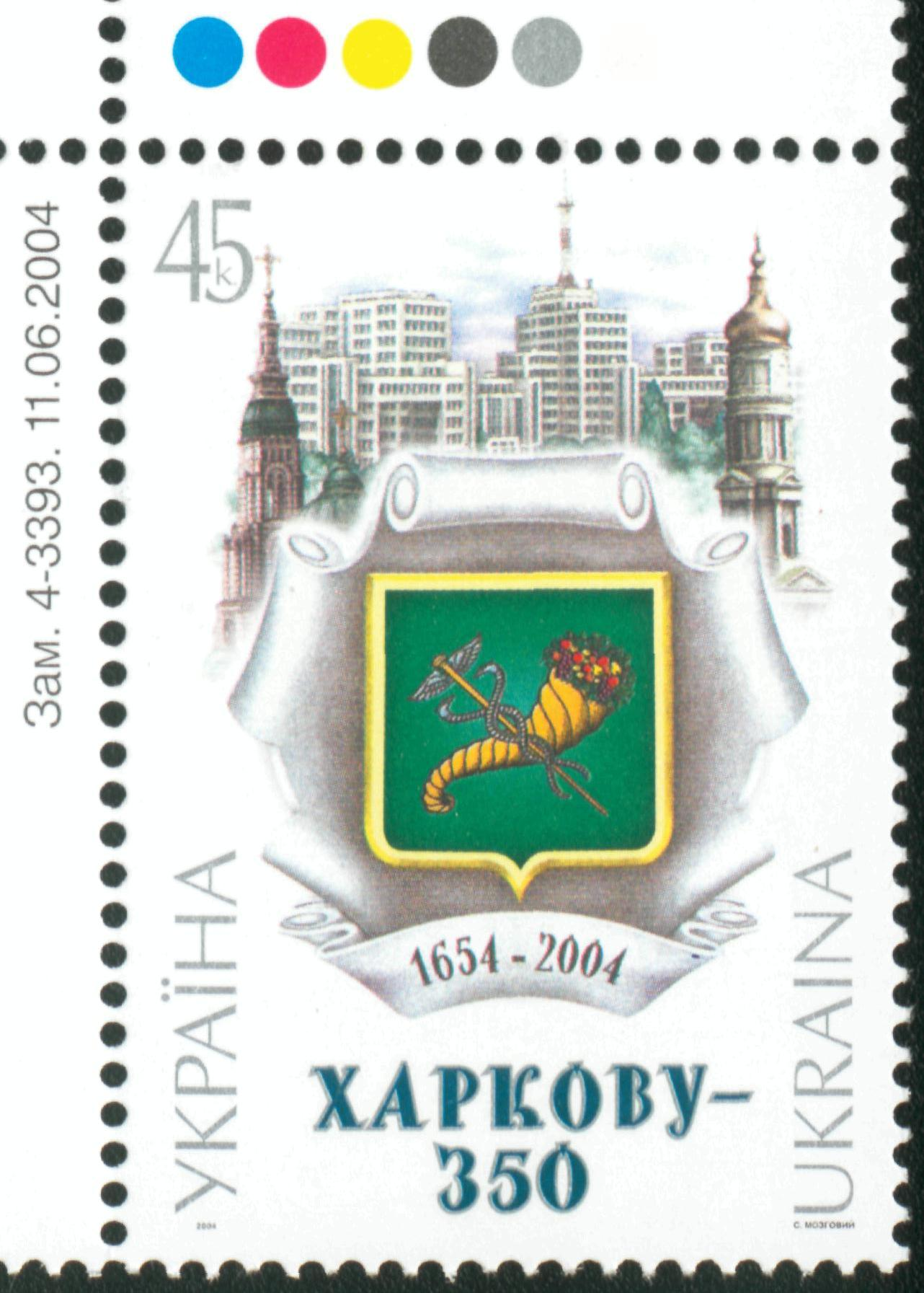
Колокольня Успенского собора на юбилейной марке «Укрпочты». 2004
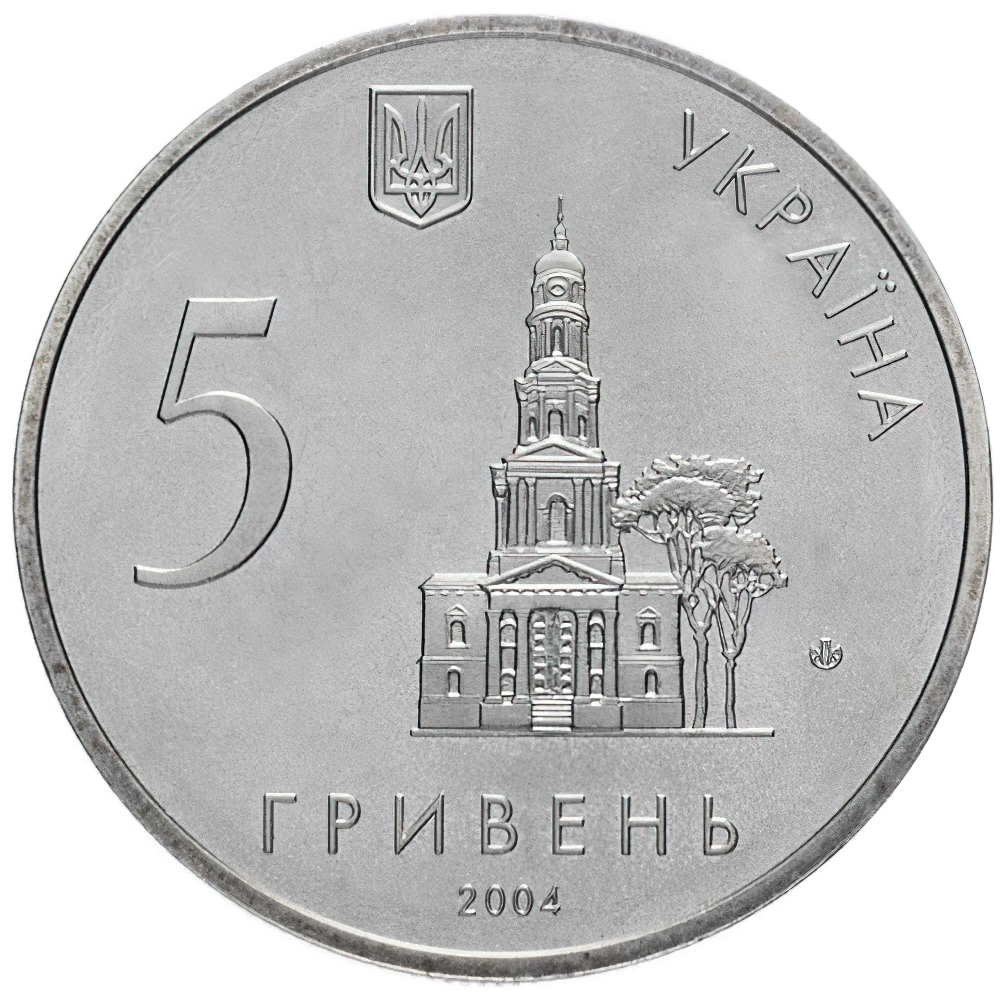
Колокольня Успенского собора на юбилейной монете НБУ. 2004